# Śpiewnik domowy (minialbum)
Śpiewnik domowy – drugi minialbum polskiego duetu hip-hopowego Łona i Webber, wydany 17 kwietnia 2020 roku nakładem wytwórni muzycznej Dobrzewiesz Nagrania, w dystrybucji Warner Music Poland. Album znalazł się na 1. miejscu listy OLiS.

## Lista utworów[8]
| Nr | Tytuł utworu               | Długość |
| -- | -------------------------- | ------- |
| 1. | „No akomodejszon”          | 2:58    |
| 2. | „Stop, Nadiu”              | 4:16    |
| 3. | „Co tam, mordo?”           | 3:35    |
| 4. | „Echo”                     | 3:37    |
| 5. | „Udostępniam Ci playlistę” | 3:50    |
| 6. | „#nikiforszczecinski”      | 3:33    |
| 7. | „Niepogoda”                | 4:11    |
| 8. | „No akomodejszon” (Remix)  | 3:35    |
|    |                            | 29:35   |

## Twórcy albumu[8]
- Łona – wokal, słowa
- Webber – produkcja
- Mateusz Czarnowski – akordeon (2)
- Krzysztof Kowalczyk – klarnet (5), saksofon (1, 5, 8)
- José Manuel Albán Juárez – kongi (3)
- Daniel Popiałkiewicz – gitara (2–3)
- Michał Kowalski – pianino (7)
- Tomasz Licak – saksofon (1)
- Maciej Cybulski – tamburyn (6)
- Fabian Kubiszyn – puzon (1, 5, 8)
- Dawid Głogowski – trąbka (1)
- Joachim Rufael – trąbka (1, 5, 8)
- Jacek Gawłowski – mastering

## Wyróżnienia
| Publikacja | Wyróżnienie                             | Pozycja |
| ---------- | --------------------------------------- | ------- |
| Interia.pl | Najlepsze płyty 2020 roku. TOP10 Polska | 1       |